# Pulo Pitu Marihat
Pulo Pitu Marihat is een bestuurslaag in het regentschap Simalungun van de provincie Noord-Sumatra, Indonesië. Pulo Pitu Marihat telt 1761 inwoners (volkstelling 2010).